# Septon
Septon [sɛtɔ̃] (en wallon Seton) est une section de la ville belge de Durbuy située en Région wallonne dans la province de Luxembourg. C'était une commune à part entière avant la fusion des communes de 1977. La section est composée de Septon, Petite-Somme et Palenge.

## Évolution démographique
- Source: DGS, 1831 à 1970=recensements population, 1976= habitants au 31 décembre
- 1900: Scission de Borlon

## Histoire
Septon est détachée de la commune de Borlon avec Petite-Somme et Palenge, par la loi du 25 mai 1900 qui érige la localité en commune autonome.

## Patrimoine et culture

### Patrimoine architectural
- Château de Petite-Somme : à l'emplacement d'une place forte remontant au XIe siècle, le château actuel est le résultat d'une reconstruction en style néo-gothique de 1888.

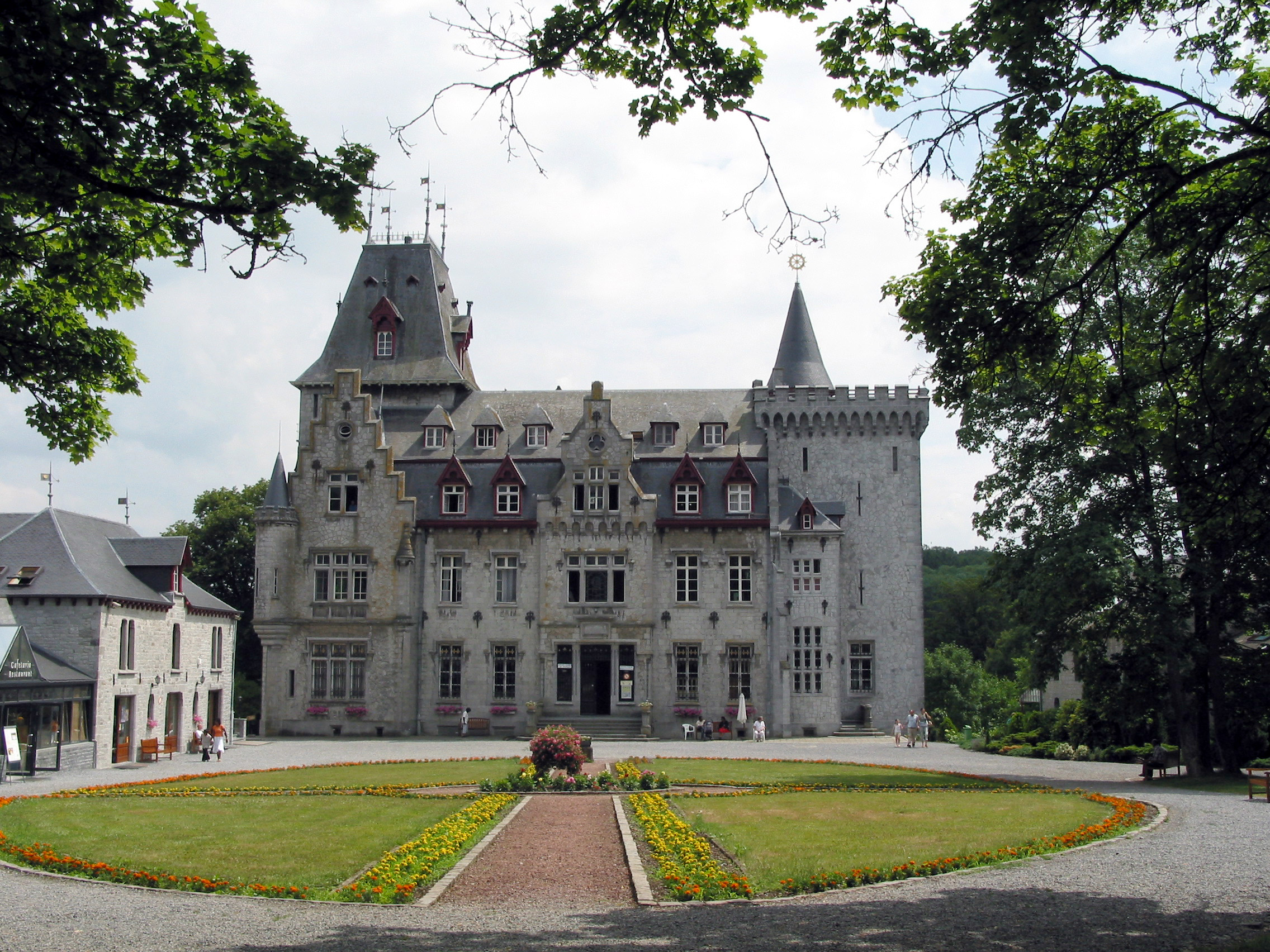
Le château de Petite-Somme (XIXe siècle).
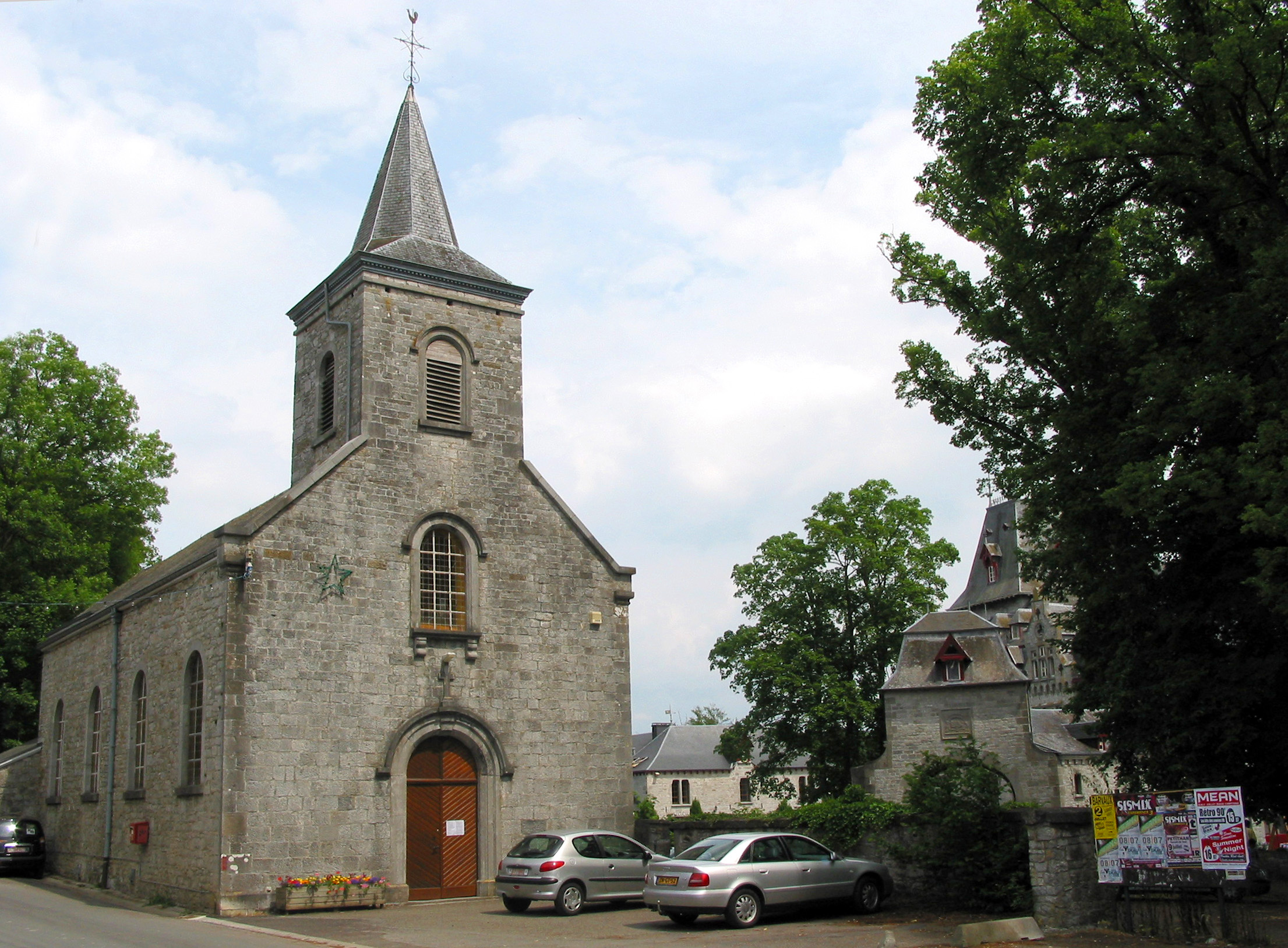
La chapelle Saint-Étienne de Petite-Somme (1860-1861).